# Les Loges-Marchis
Les Loges-Marchis ist eine französische Gemeinde mit 1.028 Einwohnern (Stand: 1. Januar 2022) im Département Manche in der Region Normandie. Sie gehört zum Arrondissement Avranches und zum Kanton Saint-Hilaire-du-Harcouët. Die Einwohner werden Binotiers genannt.

## Geographie
Les Loges-Marchis liegt etwa 63 Kilometer südlich des Stadtzentrums von Saint-Lô. Der Airon begrenzt die Gemeinde im Osten. Umgeben wird Les Loges-Marchis von den Nachbargemeinden Saint-Hilaire-du-Harcouët im Norden, Moulines im Nordosten und Osten, Savigny-le-Vieux im Osten und Südosten, Landivy im Südosten, Louvigné-du-Désert im Süden sowie Saint-Brice-de-Landelles im Westen.

## Bevölkerungsentwicklung
| Jahr                       | 1962 | 1968 | 1975 | 1982 | 1990 | 1999 | 2008 | 2018 |
| Einwohner                  | 1164 | 1139 | 1053 | 1017 | 916  | 870  | 1022 | 1002 |
| Quellen: Cassini und INSEE |      |      |      |      |      |      |      |      |

## Sehenswürdigkeiten
- Kirche Saint-Pierre-et-Saint-Paul aus dem 16. Jahrhundert
- Schloss La Chaize aus dem 15. Jahrhundert, Monument historique

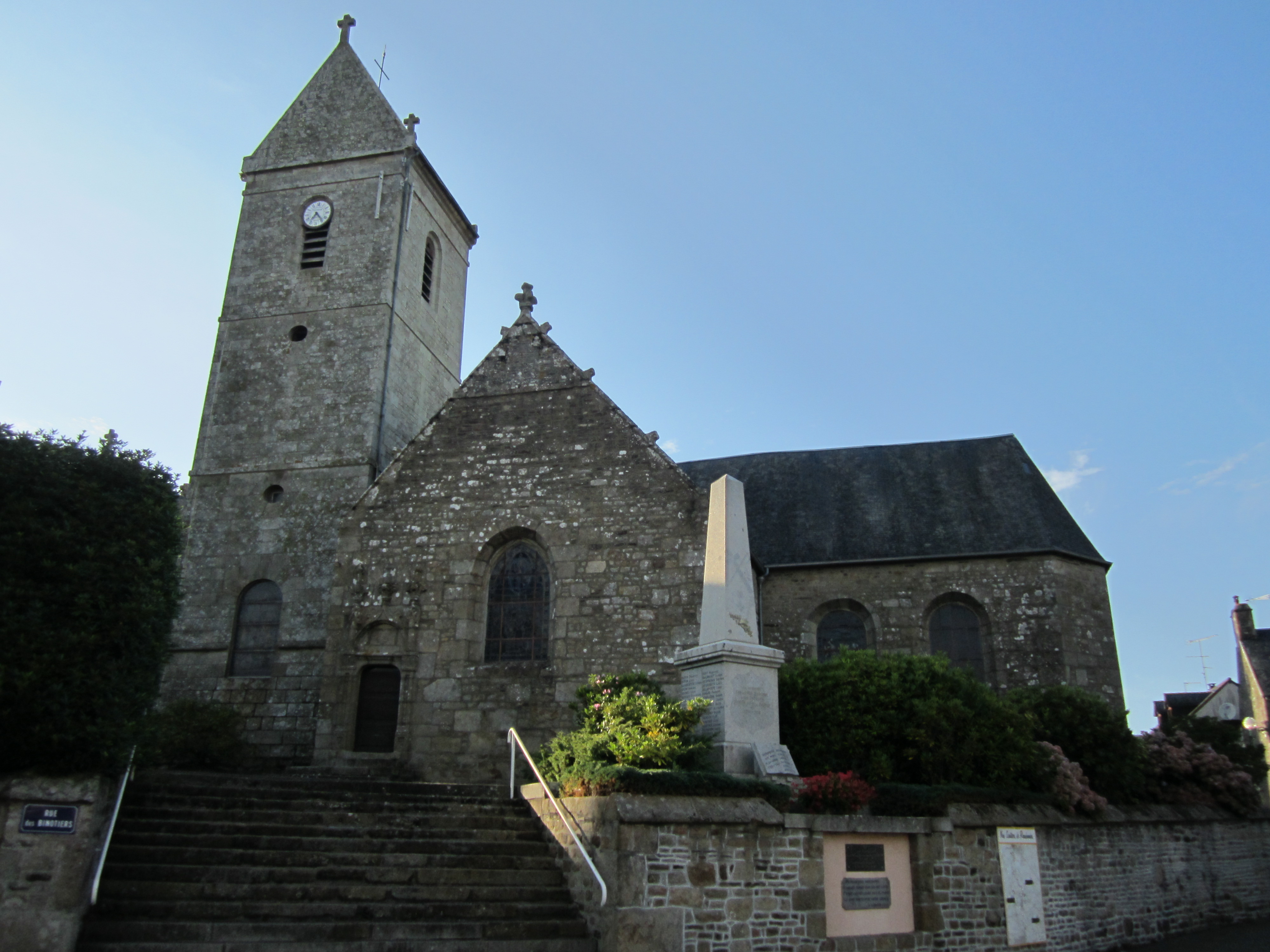
Kirche Saint-Pierre-et-Saint-Paul
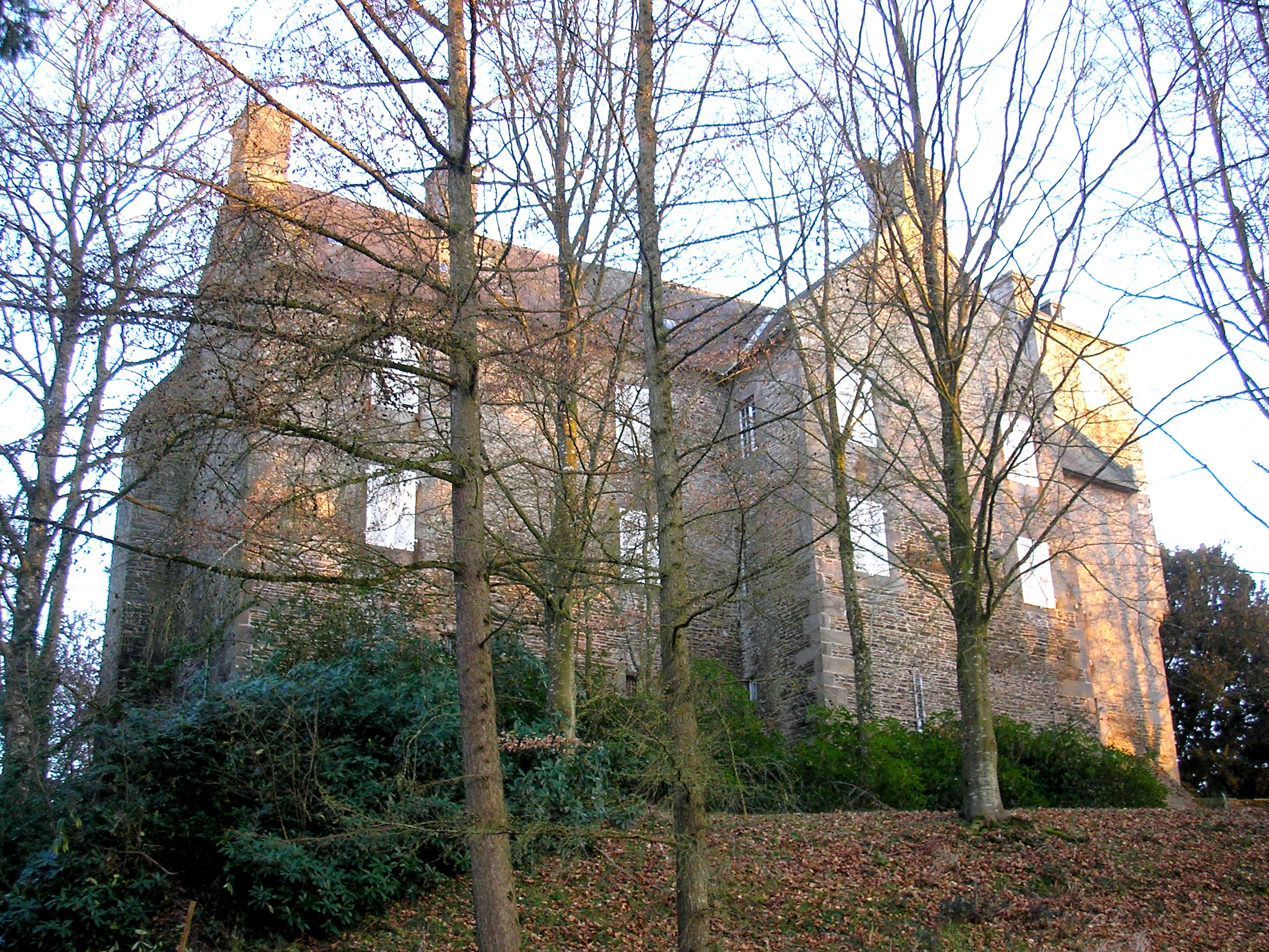
Schloss La Chaize